# Gaston Leroux

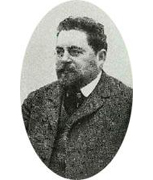
Gaston Leroux.

Gaston Louis Alfred Leroux, född 6 maj 1868 i Paris, Frankrike, död 15 april 1927 i Nice, var en fransk författare. 

## Biografi
Leroux var gift först med Marie Lefranc och sedan med Jeanne Cayatte. Han föddes i Paris under en resa som föräldrarna företog och växte upp i Normandie. Han tog en magisterexamen i Caen och ägnade sig sedan åt juridikstudier i Paris. 1907 drog han sig tillbaka för att författa skönlitteratur. Han flyttade till Nice året därpå och grundade där 1919 filmbolaget Cinéromans, där hans dotter Madeleine Lépine-Leroux senare var verksam som skådespelerska.
Leroux är främst känd för romanen Fantomen på Operan, som bland annat blivit en musikal av Andrew Lloyd Webber 1986. Trots sin oerhörda popularitet har den inte givit Leroux något större namn i svenska litteraturkretsar.
Romanen L'Épouse du Soleil (1912, översatt till svenska som Solbruden) innehöll beskrivningar av inkaindianernas solkult. Den var en av inspirationskällorna till Hergés serieberättelse Solens tempel.